# 이원재 (1978년 1월)
이원재(1978년 1월 22일 ~)는 대한민국의 배우이다.

## 출연 작품

### 드라마
- 《애정의 조건》 (KBS2, 2004년) - 모범수 역
- 《착한여자 백일홍》 (KBS2, 2007년) - 김문수 역
- 《일지매》 (SBS, 2008년) - 막쇠 역
- 《미워도 다시 한 번》 (KBS2, 2009년)
- 《아내가 돌아왔다》 (SBS, 2009년) - 남비서 역
- 《기찰비록》 (tvN, 2010년)
- 《가시나무새》 (KBS2, 2011년) - 윤학구 역
- 《천 번의 입맞춤》 (MBC, 2011년)
- 《대풍수》 (SBS, 2012년) - 김저 역
- 《굿 닥터》 (KBS2, 2013년) - 마취과 장선생 역
- 《신의 선물 - 14일》 (SBS, 2014년) - 추도진 역
- 《비밀의 문》 (SBS, 2014년) - 강서원 역
- 《Miss 맘마미아》 (KBS, 2015년) - 주기찬 역
- 《너를 기억해》 (KBS2, 2015년)
- 《세상에서 제일 예쁜 내 딸》 (KBS2, 2019년) - 정진수 역
- 《쌉니다 천리마 마트》 (tvN, 2019년) - 오철수 역
- 《신성한, 이혼》 (JTBC, 2023년) - 변호사 역
- 《선의의 경쟁》 (U+모바일tv, 2025년) - 우도혁 역

### 영화
- 《종이꽃》 (2020년) - 법원남자 역

### 연극
- 《귀족놀이》
- 《스니키 휘치의 죽음》
- 《벚꽃동산》
- 《유령》
- 《악당의 조건》
- 《생쥐와 인간》
- 《시간의 문》
- 《갈매기》 - 꼬스짜 역
- 《태》 - 사육신 유성원 역
- 《39계단》 - 리차드 헤니 역
- 《마지막 20분 동안 말하다》 - 기억하는 남자 역
- 《서울, 나마스테》
- 《이형사님 수사법》 - 신참형사 김형사 역
- 《화장》 - 화가 역
- 《풍찬노숙》 - 문계 역
- 《아버지》 - 아들 장동욱 역
- 《마이 퍼스트 타임》 - 남자 2 역
- 《날 보러와요》 - 김형사 역
- 《모든 군인은 불쌍하다》

### CF
- Sony - 핸디 캠